# 87 Min Hae Kyung
87 Min Hae Kyung은 대한민국의 가수 민해경의 1987년 발매한 정규 7집이다. 강인원이 프로듀서로 참여한 앨범이며, 활동곡은 성숙,사랑은 세상의 반,그대는 인형처럼 웃고 있지만이다.

## 앨범의 특징
6, 7집은 A, B 버전으로 나누어서, 수록곡과 수록된 트랙의 위치를 재선정하였다. 특히 7집 같은 경우, A 버전과 B 버전의 트랙이 차이가 나는데, A 버전에는 신곡 성숙, 사랑의 표현, 제가 먼저 사랑할래요 (DUET.강인원)만이 수록되었으나 (6집과 크게 다르지 않은 수록곡들), B 버전에서는 좀 더 개선시켜, 그대는 인형처럼 웃고 있지만, 사랑은 세상의 반 등의 명곡을 새로 수록하게 되었다.

## A 버전 트랙 리스트
| #   | 제목                                   | 작사   | 작곡   | 편곡   | {{{기타정보}}} | 재생 시간 |
| --- | -------------------------------------- | ------ | ------ | ------ | -------------- | --------- |
| 1.  | 〈사랑의 표현〉                        | 강인원 | 강인원 | 강인원 | 4:30           |           |
| 2.  | 〈사랑이여 불꽃이여〉                  | 박지훈 | 이세건 |        | 3:30           |           |
| 3.  | 〈내 마음 당신 곁으로〉                | 김기표 | 김기표 |        | 3:14           |           |
| 4.  | 〈당신의 여인〉                        | 박지훈 | 이세건 |        | 3:25           |           |
| 5.  | 〈제가 먼저 사랑할래요 (Duet.강인원)〉 | 강인원 | 강인원 |        | 3:50           |           |
| 6.  | 〈성숙〉                               | 김미선 | 강인원 |        | 4:22           |           |
| 7.  | 〈사랑할 때와 혼자일 때〉              | 이세건 | 이세건 |        | 3:50           |           |
| 8.  | 〈그건 소문〉                          | 이세건 | 이세건 |        | 4:10           |           |
| 9.  | 〈J에게〉                              | 이세건 | 이세건 |        | 3:50           |           |
| 10. | 〈거짓이었나〉                         | 이세건 | 이세건 |        | 3:34           |           |

## B 버전 트랙 리스트
| #   | 제목                            | 작사   | 작곡   | 편곡   | {{{기타정보}}} | 재생 시간 |
| --- | ------------------------------- | ------ | ------ | ------ | -------------- | --------- |
| 1.  | 〈사랑은 세상의 반〉            | 강인원 | 강인원 | 강인원 | 4:14           |           |
| 2.  | 〈당신을 기억할 때마다〉        | 강인원 | 강인원 |        | 3:54           |           |
| 3.  | 〈그대는 인형처럼 웃고 있지만〉 | 강인원 | 강인원 |        | 2:58           |           |
| 4.  | 〈사랑의 표현〉                 | 강인원 | 강인원 |        | 4:30           |           |
| 5.  | 〈당신의 여인〉                 | 박지훈 | 이세건 |        | 3:25           |           |
| 6.  | 〈성숙〉                        | 김미선 | 강인원 |        | 4:22           |           |
| 7.  | 〈사랑이여 불꽃이여〉           | 박지훈 | 이세건 |        | 3:30           |           |
| 8.  | 〈내 마음 당신 곁으로〉         | 김기표 | 김기표 |        | 3:14           |           |
| 9.  | 〈사랑할 때와 혼자일 때〉       | 이세건 | 이세건 |        | 3:50           |           |
| 10. | 〈여행〉                        | 이세건 | 이세건 |        | 3:18           |           |

## 같이 보기
- 민해경 디스코그래피